# زبان‌های قارلقی
زبان‌های قَرلُقی یکی از زیرشاخه‌های خانوادهٔ زبان‌های ترکی می‌باشد. این زیرشاخه توسط قرلق توسعه یافته است. بسیاری از آثار ترکی میانه به این زبان‌ها نوشته شده است. آل افراسیاب، خانات جغتای، خانات یارکنت، گویشوران ازبک خانات بخارا، امارت بخارا، خانات خیوه، خانات خوقند و خانات میمنه به زبان‌های قرلقی صحبت می‌کردند. امیرنشین‌های گوناگونی به این زبان سخن گفتند. خان‌های قراخانی با این زبان گفتگو می‌کردند که ترکی، فرغانی، کاشغری یا قراخانی نامیده می‌شد ولی اکنون گویشوری ندارد. همچنین خانات جغتای به زبانی از شاخه شرقی قرلقی سخن می‌گفتند که جغتایی نامیده می‌شد و از زبان‌های منقرض شده می‌باشد گرچه در گذشته رواج داشته است. تنها زبان از شاخه قرلقی غربی، زبان ازبکی می‌باشد.

## دسته‌بندی
| نیاترکی | ترکی عام | قرلقی | غربی | - ازبکی                                                                 |
| نیاترکی | ترکی عام | قرلقی | شرقی | - اویغوری - آینو - ترکی ایلی - جغتایی (منقرض شده) - قراخانی (منقرض شده) |

## فهرست زبان‌ها
- ازبکی - ازبک‌ها به این زبان سخن می‌گویند؛ در حدود ۳۲ میلیون گویشور دارد.
- اویغوری - اویغورها به این زبان سخن می‌گویند؛ نزدیک ۱۰ میلیون گویشور به این زبان سخن می‌گویند.
- زبان آینو - قوم آینو به این زبان سخن می‌گویند؛ دارای نزدیک به ۶٬۶۰۰ گویشور است.
- ترکی ایلی - زبانی در حال انقراض است که ترک‌های ایلی به آن گفتگو می‌کنند که زیر شاخه ای از ازبک‌ها به‌شمار می‌آیند؛ دارای ۱۲۰ گویشور است که در حال کاهش است (۱۹۸۰)
- جغتایی - زبان منقرض شده‌ای است که در آسیای میانه تا اوایل قرن ۱۹ میلادی به این زبان گفتگو می‌شد و به‌عنوان زبان ادبی شناخته می‌شد. زبان‌های ازبکی و اویغوری شکل نوین این زبان به‌حساب می‌آیند.
- قراخانی - زبان ادبی خانات جغتایی بود.